# Vestignè
Vestignè là một đô thị ở tỉnh Torino trong vùng Piedmont, có vị trí cách khoảng 40 km về phía đông bắc của Torino. Tại thời điểm 31 tháng 12 năm 2004, đô thị này có dân số 865 và diện tích 12,1 km².
Vestignè giáp các đô thị: Ivrea, Albiano d'Ivrea, Strambino, Caravino, Borgomasino, và Vische.